# Rudolf Bachmann
Rudolf Bachmann (10 de agosto de 1925 em Westheim - 27 de março de 1998 em Gunzenhausen) foi um político alemão, representante da União Social-Cristã da Baviera. Ele era membro do Landtag da Baviera.

## Honras
- Ordem de Mérito da Baviera de 1980